# Melanchthon-Gymnasium Bretten
Das Melanchthon-Gymnasium Bretten (kurz MGB) ist eine weiterführende Schule in Bretten im Landkreis Karlsruhe mit fünf Profilzügen. Es ist das älteste Gymnasium in Bretten und wurde nach dem Reformator Philipp Melanchthon benannt, der in Bretten geboren wurde. Der Schulträger ist die Stadt Bretten.

## Musik
Das Melanchthon-Gymnasium ist eines der elf Gymnasien im Regierungsbezirk Karlsruhe, das das Sonderprofil Musik anbietet. Es gibt eine vielfältige Auswahl, Musik zu machen.
Im Musikvorprofil haben die Schüler der Unterstufe (Klasse 5–7) beispielsweise eine zusätzliche Stunde Musikunterricht. Ein besonderes Angebot stellt dabei die Streicherklasse dar. In den Klassenstufen 5 und 6 lernen Anfänger darin im Musikunterricht das von ihnen gewünschte Streichinstrument.
Durch Konzerte in und außerhalb der Schule gestalten die musikalischen AGs und Klassen das kulturellen Leben Brettens aktiv mit.

## Fremdsprachen
Ab Klasse 5 erhält man Englisch als Hauptfach. Am Ende der Klasse 5 wählt man Latein oder Französisch als weitere Fremdsprache für Klasse 6.
Ab Klasse 8 können sich die Schülerinnen und Schüler im Rahmen der Profilwahl für eine dritte Fremdsprache entscheiden. Zur Auswahl stehen Italienisch und Russisch.

### Austauschprogramme
Das Melanchthon-Gymnasium bietet seinen Schülerinnen und Schülern die Möglichkeit, an Austauschprogrammen teilzunehmen. Es werden mehrtägige Besuche und Gegenbesuche organisiert mit:
- Collège St Exupéry in der Brettener Partnerstadt Bellegarde-sur-Valserine (Frankreich)
- Istituto di istruzione superiore Luca Pacioli in Crema (Italien)
- Georgische Schule Tiflis (Georgien)
- XVI. Lyzeum in Warschau (Polen)

## Profile
Ab Klasse 8 kann man eines der fünf Profilfächer wählen: Musik, Naturwissenschaft und Technik (NWT), Informatik-Mathematik-Physik (IMP), Russisch und Italienisch. Jedes Profilfach wird als Hauptfach vierstündig unterrichtet.

## Arbeitsgemeinschaften
- Musik-AGs (zwei Orchester, zwei Big Bands, Musical, Chor, Loeffelstielzchen)
- Informatik AGs (Robotik, E-Medien)
- Biologie AG
- Schulsanitätsdienst
- Sport AGs (Fußball, Klettern)
- zwei Theater-AGs
- Eine-Welt-Partnerschaft mit Adivasi
- Kooperation mit dem Sinfonieorchester Bretten e. V. unter der Leitung von Kirstin Kares[5]

## Geschichte
Bereits vor 1500 existierte die Städtische Ratsschule. Nach 1556 wurde diese Schule zur Lateinschule. Die Schule hatte damals zwischen 20 und 30 Schüler. Schulhaus war die Dienstwohnung des Rektors.
Am 31. März 1832 wurde die Schule zur Bürgerschule. Dieses Datum gilt als Gründungsdatum des Melanchthon-Gymnasium Bretten.
1852 wurde ein Schulhaus in der Weißhoferstraße errichtet. Der Name des Melanchthon-Gymnasiums Bretten wurde im Jahr 1957 offiziell eingeführt.

## Stolpersteine
Seit 2004 widmen sich Schülerinnen und Schüler des Melanchthon-Gymnasiums dem Projekt der Stolpersteine, um in Bretten der NS-Opfer von Deportation, Verfolgung und Ermordung zu gedenken. Im Rahmen dieser Projekte wurden bisher 34 Steine verlegt. Jedes Jahr, im Gedenken an die Reichspogromnacht, findet eine Mahnwache an den Stolpersteinen statt. Schülerinnen und Schüler des MGB pflegen die Steine, legen Rosen nieder und zünden eine Kerze an. Interessierte Passanten informieren sie über die Biographien der einzelnen Opfer.

## Förderverein
Der Förderverein Melanchthon-Gymnasium Bretten e. V. unterstützt vielfältige Projekte aus vielen Bereichen: von Prävention über Sport, Gesellschafts- und Naturwissenschaften bis Kultur, deren Realisierung das Schulbudget übersteigen würde.

## Ehemalige Schüler
- Manfred Pfaus (* 1939), Politiker und Erfinder
- Rolf W. Günther (* 1943), Ordinarius für Radiolog. Diagnostik (1984–2010), Univ.-Klinikum der RWTH-Aachen
- Kristian Kühl (* 1943), Ordinarius für Strafrecht, Strafprozessrecht u. Rechtsphilosophie (1997–2014), Univ. Tübingen
- Wolfhard Bickel (* 1950), Musikpädagoge, Autor und Dirigent
- Harald Muckenfuß (* 1951), ehemaliger Faustballtrainer
- Johannes M. Herrmann (* 1964), Zellbiologe und Biochemiker
- Jochen Wegner (* 1969), Journalist
- Jörg Fahrer (* 1978), Lebensmittelchemiker und Toxikologe
- Nico Morast (* 1985), Politiker (CDU) und Oberbürgermeister von Bretten

## Ehemalige Lehrer
- Otto Konrad (1924–1970), Maler und Graphiker
- Kirstin Kares (* 1960), Dirigentin und Musikpädagogin